# (467227) 2016 EE164
(467227) 2016 EE164 es un asteroide perteneciente al cinturón de asteroides, descubierto el 20 de noviembre de 2006 por el equipo Spacewatch desde el Observatorio Nacional de Kitt Peak (Arizona, Estados Unidos).